# Толстой, Василий Сергеевич
Василий Сергеевич Толстой — советский инженер-конструктор. Лауреат Сталинской премии 2-й степени (1952).

## Биография
Родился в Тамбове.
Окончил Закавказский институт инженеров железнодорожного транспорта (Тбилиси). Офицер железнодорожных войск.
В 1951 году в проектно-конструкторском бюро Мостотреста спроектировал самый мощный в Советском Союзе кран ГЭК-120 (электрифицированный консольный кран двустороннего действия). Благодаря этому крану грузоподъёмностью 120 тонн в пять-шесть раз возросла скорость установки тяжёлых пролётных строений (железнодорожных и шоссейных мостов). Автор нескольких изобретений.

## Награды
- Сталинская премия 2-й степени (1952) — за создание электрифицированного двухконсольного крана грузоподъёмностью 120 тонн.